# En duva satt på en gren och funderade på tillvaron
En duva satt på en gren och funderade på tillvaron är en film med manus och regi av Roy Andersson från 2014.  Filmen är den tredje delen i vad Andersson kallar "en trilogi om att vara människa" i vilken även filmerna Sånger från andra våningen (2000) och Du levande (2007) ingår. Filmen premiärvisades i september vid filmfestivalen i Venedig 2014 där den deltog i huvudtävlingen och tilldelades Guldlejonet.

## Handling
Filmen består av 37 separata tablåer som hålls samman av scener med två män som försöker sälja skämtartiklar och rör sig genom tid och rum, från gammaltestamentlig tid till nutid.

## Rollista
- Nils Westblom – Sam
- Holger Andersson – Jonathan
- Per Bergqvist – par på museet, man
- Solveig Andersson – par på museet, kvinna
- Sture Olsson – mannen med vinflaskan
- Ingvar Olsson – äldste sonen
- Ola Stensson – kaptenen/frisören
- Lotti Törnros – danslärarinnan
- Oscar Salomonsson – dansaren
- Linda Birgersson – städerskan
- Jonas Gerholm – den ensamme officeren
- Arne Hellqvist – den äldre stamgästen
- Gunnar Bergström – stamgästen
- Maia-Lii Kaar – bartendern
- Charlotta Larsson – halta Lotta
- Anette Eklund – par i köket, kvinna
- Johan Sköld – par i köket, man
- Tess Dahlström – flicka på balkongen
- Thindra Gardeman – flicka på balkongen
- Birgitta Rudklint – butiksägarinnan
- Wilma Kinnman – flickan med dikten
- Bengt Lyngbäck – läraren
- Viktor Gyllenberg – Karl XII
- Gösta Öhman – adjutanten
- Ronn Elfors – majoren
- Victor A. Victor – men våldsamme ryttaren
- Annagreta Berg – mamman med barnvagnen
- Lena Lannebjer – fordringsägaren
- Roger Fogelberg – direktören
- Roger Olsen Likvern – vaktmästarn
- Louise Nyholm Leskinen – par i fönster, kvinna
- Stuart Holland – par i fönster, man
- Simon Westberg – par på standet, man
- Amanda Johansson – par på stranden, kvinna
- Folke Mossberg – osthandlaren
- Sylvia Jahns – forskaren
- Mats Ryden – mannen på busshållplatsen

## Tillkomst
Filmen producerades av Roy Andersson Filmproduktion, i samarbete med franska Société Parisienne de Production, norska 4 1/2 Fiksjon och tyska Essential Filmproduktion. Budgeten var 40 miljoner kronor. Filmen erhöll 12 miljoner kronor i stöd från Svenska Filminstitutet, 2,5 miljoner norska kronor från Nordisk Film- & TV-Fond, samt 650 000 euro från Eurimages; det sistnämnda var rekord för en nordisk produktion.
Filmen består av 40 scener utan närbilder. Varje scen är filmad i en tagning utan klipp. Två inspelningsstudior användes. Varje enskild scen förbereddes i två till fyra veckor, och en scen spelades in varannan vecka. Liksom i de två tidigare filmerna var trompe l'œil en återkommande teknik: målat plexiglas hängdes framför kameran för att ge sken av saker i bakgrunden som inte byggts som kulisser. Filmen spelades in digitalt.

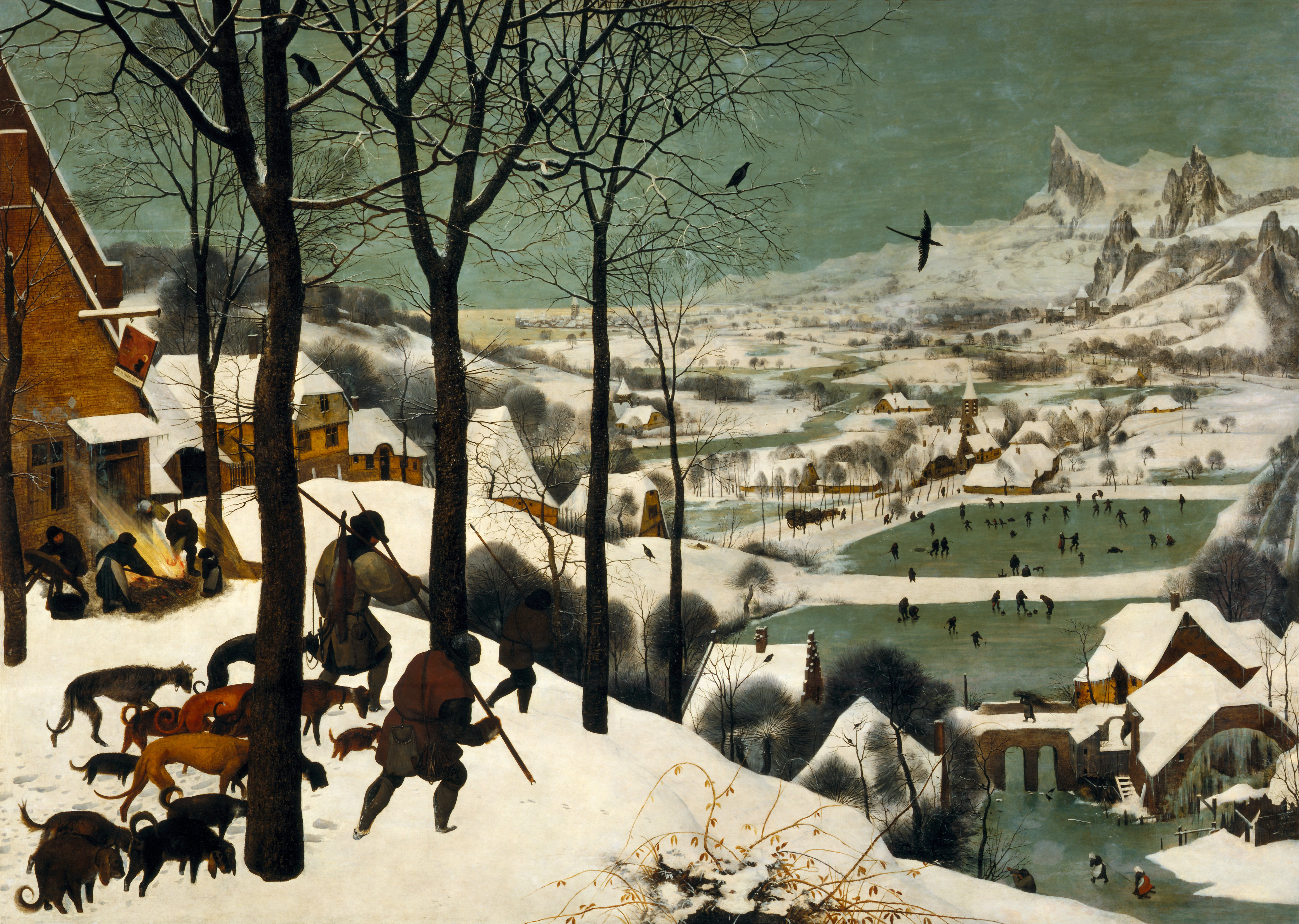
Jägarna i snön (1565) inspirerade filmens titel.

Filmens titel är inspirerad av 1500-talsmålningen Jägarna i snön av Pieter Bruegel den äldre. På tavlan finns några träd där det sitter fåglar. Andersson tänker sig att fåglarna betraktar människorna under dem och undrar vad de sysslar med. Han förklarade filmens titel som en "omskrivning för 'vad håller vi på med egentligen', det är det som filmen handlar om".

## Utgivning
Filmen hade premiär den 2 september vid filmfestivalen i Venedig 2014. Det var första gången sedan 1989 som en svensk film togs ut till huvudtävlan vid festivalen och första gången någonsin en svensk film tilldelades festivalens främsta pris, Guldlejonet. Filmen hade svensk premiär den 12 november 2014.